# قرينيس بن كعمي
الفارس قرينيس بن كعمي قائد لواء جيش الشيخ مبارك الصباح في أهم معارك شبه الجزيرة العربية و مستشار خاص الشيخ مبارك الصباح .

## نشاته
هو قرينيس بن مسيمير بن كعمي العجرمي الرشيدي ولد في الكويت عام 1830 وتربى ونشأ في احياء مدينة شرق القديمة لاسرة تنتمي لعائلة الكعامية من العجارمة من قبائل بني رشيد، وهي عائلة استوطنت الكويت منذ نشأتها الأولى، وكان حال أسرته شبيهاً بأسر بادية الكويت التي تقطن داخل السور صيفا وترحل إلى بادية الكويت شتاء.

## سيرته مع الشيخ مبارك الصباح
تعرف قرينيس بن كعمي بالشيخ مبارك الصباح في بدايات شبابهم، وقضى معه ومع أبناء عمومته الرشايدة سنوات عدة اكتسب منها مبارك الصباح معرفة وخبرة رجال البادية، وتعلم عبرها الفروسية وفنون القتال والصبر والاتكال على النفس، كما ذكر هارولد ديكسون في كتابه عرب الصحراء من ان الشيخ مبارك كون علاقة صداقة مع طبيعة الصحراء وكون حوله مجموعة من اقوياء قبيلة الرشايدة.

## دوره في تغيير نظام الحكم بمساعده الحجرف
فجر يوم الخامس والعشرين من شهر ذي القعدة عام 1313هـ الموافق 17 مارس 1896م قرر الشيخ مبارك الصباح التخلص من أخويه ثم نهض مسرعاً وبصحبته ولداه جابر وسالم وأصدقائه قرينيس بن كعمي الرشيدي واخيه سيف بن كعمي الرشيدي وباتل بن شعف. حيث انطلقوا جميعاً إلى القصر الذي يسكنه كل من الشيخ محمد بن صباح الصباح والشيخ جراح حيث دخلوا من بوابة القصر بصمت واجتازوا حرم القصر وعبروا جسر يربط بين الحرم وقصر أخويه، أغلق الباب الذي على الجسر وكان عليه الشيخ فلاح بن هيف بن حجرف حيث شارك بالاستيلاء على البوابة الرئيسية مع الشيخ سالم المبارك الصباح وان يقتلوا الحرس الموجودين بصمت تام. وقد قام الشيخ جابر بالذهاب لغرفة عمه الشيخ جراح مع الشيخ شلاش بن حجرف فلقاه مستيقظاً وزوجته الشيخة منيرة العلي الجابر الصباح إلى جنبه مصوب بندقيته تجاه ولكن لم يصبه في تلك اللحظة ثم وثب الشيخ جراح وزوجته منيرة على الشيخ جابر وتمكنا من أخذ سلاحه وحاولا الهرب ولكن الشيخ شلاش بن حجرف قام بطعن الشيخ جراح ثم أجهز عليه الشيخ جابر.

## قصيدة موضي العبيدي في قرينيس بن كعمي
حين اتي نبأ قتل ابن الشاعرة موضي العبيدي في معركة الصريف بعد وقع نبأ هزيمة مبارك الصباح في المعركة، اتى به قرينيس بن كعمي، وأعلمها حين سألته عن مصير ابنها محمد فاجابها انه قتل، فأشعرت متحسرة على موت ابنها بعد سنوات قليلة من موت ابنها عبد العزيز في الغوص، والتي قالت فيه قصيدة:

## أماكن سميت باسمه
- مركز شرطة قرينيس (وهو مركز جيش حدود يقع في جنوب الكويت مع حدود المملكة العربية السعوديه).[2]

## مسلسل أسد الجزيرة
جاء دور الفارس قرينيس بن كعمي في مسلسل أسد الجزيرة الذي صور في عام 2006 ومنعته الرقابة الكويتية، والذي تحدث عن الفترة الممتدة من عام 1896 حتى عام 1915 التي حكم خلالها الشيخ مبارك الصباح الكويت، ومثل دور الفارس قرينيس بن كعمي في المسلسل الممثل السوري عبود الاحمد.